# Coscinaraea marshae
Coscinaraea marshae là một loài san hô trong họ Siderastreidae. Loài này được Wells mô tả khoa học năm 1962.